# 국군리제
국군리제(일본어: 国郡里制 코쿠군리세이[*])는 고대 일본에서 701년(대보 원년) 제정된 대보율령으로 시행된 3단계 지방행정제도다.
일본에서 지방행정조직이 전국적 규모로 작동하기 시작한 것은 천무조 때가 처음이었던 것으로 추정된다. 그 기초가 되는 호(戸)는 정정(正丁: 성인 남자) 3-4 정을 편성하여 편호(編戸)라고 했고, 1호 1병사로 군단병을 징병하는 기초단위가 되었다.
지방은 일반적으로 최상위의 국(国), 그 아래의 군(郡), 그 아래의 리(里)를 두는 조직으로 편성되었고, 각각 국사(国司)・군사(郡司)・이장(里長)을 두었다. 그래서 국군리제라고 불린다. 715년(영귀 원년) 리를 향(郷)으로 고치고, 향은 2-3개의 리로 이루어지는 것으로 하였다. 701년 대보율령 이전에는 군을 평(評)이라고 했다. 지방의 관공서를 관아(官衙)라고 하여 국과 군에 두었으며, 국의 관아는 국부(国府) 또는 국아(国衙), 군의 관아는 군가(郡家) 또는 군아(郡衙)라고 하였다. 관아는 서민을 통제하고 조세를 징수하는 기구로서 작동했다. 
기내의 중앙정부와 지방의 관아들을 연결하기 위해 일곱 방향의 간선도로(폭 6-12 미터)가 정비되었는데, 이것이 칠도다. 칠도를 따라 관문과 역참도 정비되었다. 천황의 권력이 미치는 범위를 기내(수도권)와 칠도로 나누고, 그 아래에 66국(国)과 이키섬・대마도를 두었다. 그 밖에, 당시에는 오기칠도에 속하지 않은 동국(東国)・판동(坂東)과 무츠・데와가 있었다. 행정조직은 모두 태정관 좌우판관국(弁官局)의 공동관할 하에 놓였다.